# Mark Fayne
Mark Fayne (né le 15 mai 1987 à Nashua, dans le New Hampshire, aux États-Unis) est un joueur professionnel américain de hockey sur glace. Il évolue au poste de défenseur.

## Carrière
Mark Fayne a été repêché par les Devils du New Jersey au 155e rang du repêchage d'entrée de 2005 de la Ligue nationale de hockey. Depuis 2006, il joua pour les Friars de Providence College.
Il fait ses débuts professionnels en 2010-2011 avec les Devils d'Albany, club-école des Devils du New Jersey dans la Ligue américaine de hockey. Le 22 novembre 2010, Fayne est rappelé par l'équipe du New Jersey à la suite des blessures des joueurs de l'équipe. Le 15 décembre contre les Coyotes de Phoenix, il marque son premier but face à Ilia Bryzgalov.
Fayne joue l'intégralité de la saison suivante et les Devils parviennent à se rendre en finale de la Coupe Stanley mais s'inclinent en six matchs face aux Kings de Los Angeles.
Le 20 juillet 2012, il signe une prolongation de contrat de deux ans avec les Devils.
Il représente les États-Unis au niveau international. Il a joué avec l'équipe au championnat du monde 2011.

## Statistiques
Pour les significations des abréviations, voir Statistiques du hockey sur glace.

### En club
| Saison     | Équipe                      | Ligue      |     | Saison régulière | Saison régulière | Saison régulière | Saison régulière | Saison régulière |   | Séries éliminatoires | Séries éliminatoires | Séries éliminatoires | Séries éliminatoires | Séries éliminatoires |
| Saison     | Équipe                      | Ligue      | PJ  | B                | A                | Pts              | Pun              | PJ               | B | A                    | Pts                  | Pun                  |                      |                      |
| 2003-2004  | Noble & Greenough           | ISL        | 20  | 3                | 5                | 8                | 14               | -                | - | -                    | -                    | -                    |                      |                      |
| 2004-2005  | Noble & Greenough           | ISL        | 24  | 1                | 17               | 18               | 16               | -                | - | -                    | -                    | -                    |                      |                      |
| 2005-2006  | Noble & Greenough           | ISL        | 29  | 10               | 24               | 34               | -                | -                | - | -                    | -                    | -                    |                      |                      |
| 2006-2007  | Friars de Providence        | NCAA       | 36  | 5                | 7                | 12               | 43               | -                | - | -                    | -                    | -                    |                      |                      |
| 2007-2008  | Friars de Providence        | NCAA       | 36  | 2                | 4                | 6                | 18               | -                | - | -                    | -                    | -                    |                      |                      |
| 2008-2009  | Friars de Providence        | NCAA       | 33  | 4                | 5                | 9                | 30               | -                | - | -                    | -                    | -                    |                      |                      |
| 2009-2010  | Friars de Providence        | NCAA       | 34  | 5                | 17               | 22               | 14               | -                | - | -                    | -                    | -                    |                      |                      |
| 2010-2011  | Devils d'Albany             | LAH        | 19  | 1                | 3                | 4                | 6                | -                | - | -                    | -                    | -                    |                      |                      |
| 2010-2011  | Devils du New Jersey        | LNH        | 57  | 4                | 10               | 14               | 27               | -                | - | -                    | -                    | -                    |                      |                      |
| 2011-2012  | Devils du New Jersey        | LNH        | 82  | 4                | 13               | 17               | 26               | 24               | 0 | 3                    | 3                    | 6                    |                      |                      |
| 2012-2013  | Devils du New Jersey        | LNH        | 31  | 1                | 5                | 6                | 16               | -                | - | -                    | -                    | -                    |                      |                      |
| 2013-2014  | Devils du New Jersey        | LNH        | 72  | 4                | 7                | 11               | 30               | -                | - | -                    | -                    | -                    |                      |                      |
| 2014-2015  | Oilers d'Edmonton           | LNH        | 74  | 2                | 6                | 8                | 14               | -                | - | -                    | -                    | -                    |                      |                      |
| 2015-2016  | Oilers d'Edmonton           | LNH        | 69  | 2                | 5                | 7                | 18               | -                | - | -                    | -                    | -                    |                      |                      |
| 2015-2016  | Condors de Bakersfield      | LAH        | 4   | 0                | 1                | 1                | 4                | -                | - | -                    | -                    | -                    |                      |                      |
| 2016-2017  | Oilers d'Edmonton           | LNH        | 4   | 0                | 2                | 2                | 0                | -                | - | -                    | -                    | -                    |                      |                      |
| 2016-2017  | Condors de Bakersfield      | LAH        | 39  | 3                | 14               | 17               | 16               | -                | - | -                    | -                    | -                    |                      |                      |
| 2017-2018  | Condors de Bakersfield      | LAH        | 6   | 0                | 1                | 1                | 4                | -                | - | -                    | -                    | -                    |                      |                      |
| 2017-2018  | Thunderbirds de Springfield | LAH        | 39  | 3                | 2                | 5                | 4                | -                | - | -                    | -                    | -                    |                      |                      |
| Totaux LNH | Totaux LNH                  | Totaux LNH | 389 | 17               | 48               | 65               | 131              | 24               | 0 | 3                    | 3                    | 6                    |                      |                      |

### En équipe nationale
| Année | Équipe     | Compétition          |   | PJ | B | A | Pts | Pun      |  | Résultat |
| 2011  | États-Unis | Championnat du monde | 4 | 0  | 1 | 1 | 0   | 8e place |  |          |